# ミドルズブラ
ミドルズブラ（Middlesbrough）は、イングランド北部のノース・ヨークシャー（North Yorkshire）のタウンかつバラかつ単一自治体。ティーズ川の南側に位置する。
1829年に6人のクエーカー教徒の組合がティーズ川のほとりに共同で500エーカーの農地を買い、格子状の街区を設定し1830年に着工された、イギリスでは数少ない計画的に作られた都市である。その後製鉄の町として発展した。

## スポーツ
フットボールリーグ・チャンピオンシップ（2部リーグ）に、ミドルズブラFCが所属している。（2023/2024シーズン時点）　ホームスタジアムはリヴァーサイド・スタジアムである。

## 姉妹都市
- ダンケルク、フランス
- オーバーハウゼン、ドイツ

## 出身人物
- クリス・ニュートン - 自転車競技選手
- クリス・レア - シンガーソングライター
- ジョナサン・ウッドゲート - サッカー選手
- スチュワート・ダウニング - サッカー選手
- ブライアン・クラフ - サッカー選手
- ポール・ロジャース - ロック歌手
- ミッキー・ムーディ - ギタリスト